# オスカー・クッシュ

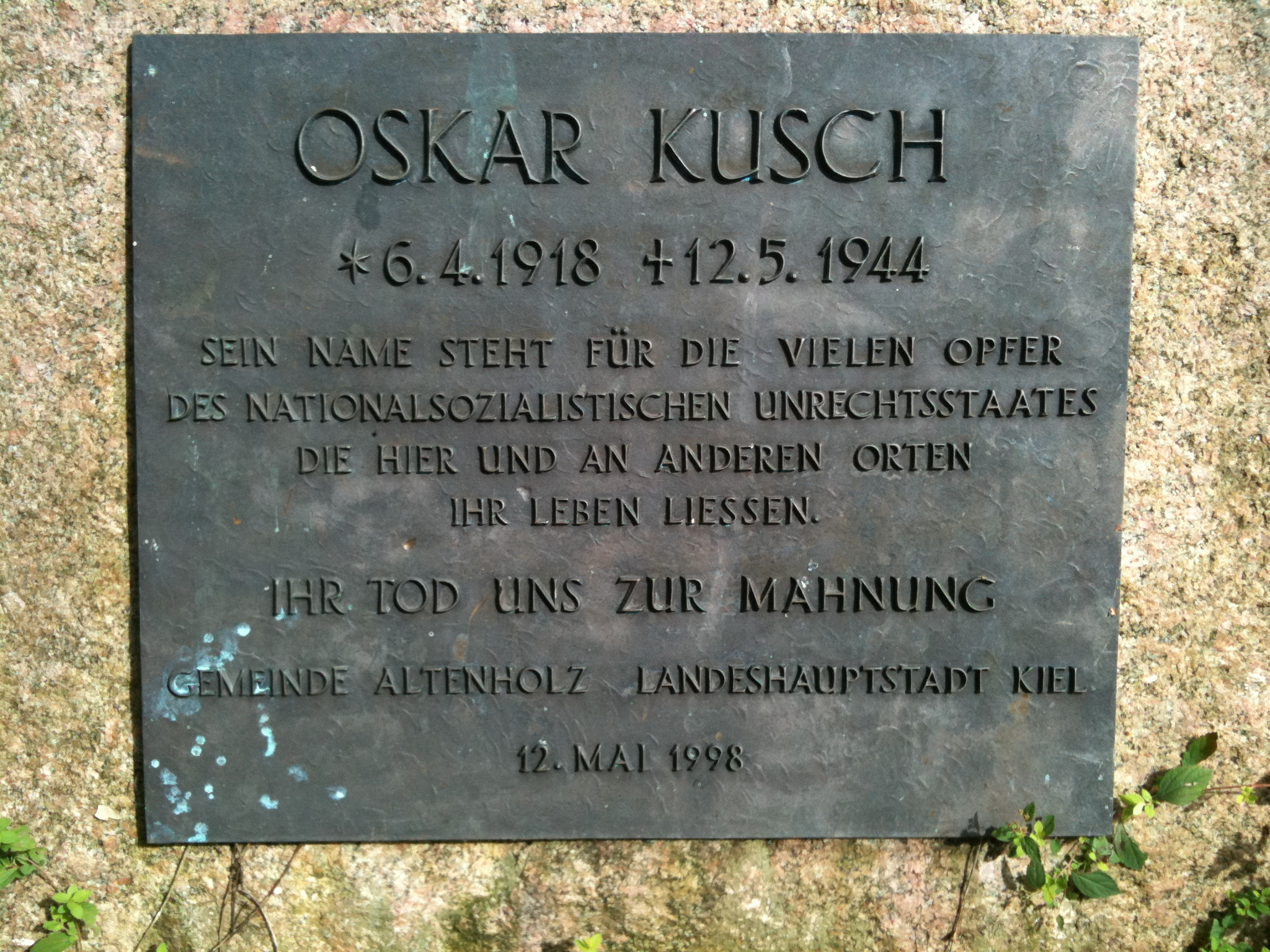
クッシュが処刑された場所の近く、アルテンホルツ＝クノープのオスカー・クッシュ通りにある記念碑。

オスカー・ハインツ・クッシュ（Oskar Heinz Kusch, 1918年4月6日、ベルリン - 1944年5月12日、キール）はドイツ海軍の士官である。第2次世界大戦中、Uボートの艦長を務め政権に批判的な言動によって死刑に処された。

## 少年時代
クッシュは1924年から1928年までベルリン＝シェーネベルク (Berlin-Schöneberg) の国民学校 (Volksschule) の生徒であり、1928年に同区のホーエンツォラーンギムナジウムに進んで1936年の秋、卒業証書を取得した。1928年、10歳で同盟青少年団 (de:Bündische Jugend) に加わり、ドイツ義勇軍 (Deutsche Freischar) の一員としてドイツ・ボーイスカウト同盟 (de:Deutscher Pfadfinderbund) に属していた。
同盟に属する一連のボーイスカウト団体 (de:Ringpfadfinder) の中から「タヘー・リンク」が形成され、1932年に結成され、クッシュも活動していた青少年同盟、南部義勇軍 (de:Südlegion) の母体となる。このグループは人文主義的文学と哲学に関心を持っていた。そして1933年、同盟青少年団の弾圧が始まると演劇部隊（Spielschar）としてヒトラーユーゲントに取り入れられ、後にヒトラーユーゲントによる弾圧が行われた時、非合法的に存続した。クッシュは1935年、主導していた演劇部隊のグループである「オスカー」
が解散させられた時、ヒトラーユーゲントを去る。しかし、彼は1937年まで非合法的に同グループに所属し続けていた。いくつかの手がかりは、この頃のクッシュがゲシュタポに監視されていたことを示している。同様にベルリン国家警察署（Staatspolizeistelle Berlin）の記録と注記にも、クッシュがかつての同盟青少年団の団体指導者、パラスに宛てた手紙に「極端な形」で、1936年10月から1937年3月まで従事していた国家労働奉仕団について意見を述べていたとある。

## 海軍の軍人として
オスカー・クッシュは1937年4月3日、「1937年A期」の海軍士官志願者（de:Crew 1937 A）としてドイツ海軍に入隊した。水兵になるというクッシュの願いには、多くの理由があり得る。1949年、母親は証言している。
海軍への情熱、冒険心と青少年同盟で身に付けたリーダーシップは、何らかの役割を果たしたものと見られる。
しかし決定的だったのは、恐らく政治的、そしてイデオロギー的な考慮であった。なぜなら、国防法の第26条には
とあり、これはクッシュにとって非常に重要であり得たからである。ドイツ国防軍、中でも海軍は、NSDAPの手から逃れられる場と考えられていた。なぜなら、国防軍の指導層はその自主性に非常に執心していたからである。
さらに、民間での就職は難しいと思われた。そのためには、しばしばNSDAPの傘下組織への所属が必要であり、クッシュにとってイデオロギー的に受け入れられなかったのである。加えて彼はドイツ青少年同盟で非合法的に
活動していた経緯から、就職には困難が伴うことも考慮に入れなければいけなかった。
こうしてクッシュは様々な練習艦で訓練を受けた後、海軍准尉 (de:Fähnrich zur See) の教程に参加し、1939年4月3日から1940年3月31日まで軽巡洋艦「エムデン」に配属されることになった。
そしてUボート部隊における哨戒士官 (de:Wachoffizier) としての訓練が1940年4月1日から9月27日まで続いた後、彼は1941年6月25日に次席哨戒士官（Zweiter Wachoffizier）として初めて「U 103 (U 103) 」に着任する。
オスカー・クッシュは功績を報われ、1941年9月1日に中尉に昇進すると、同年11月10日には第2級鉄十字章を授かり、「U 103」が哨戒から帰還した1942年6月5日、第1級鉄十字章を受章した。同年8月、艦長としての教程を修了すると今度は先任哨戒士官（Erster Wachoffizier）として「U 103」に勤務する。
艦がロリアンに戻ると、クッシュは1943年2月8日に「U 154 (U-154) 」の指揮を託された。

## 「U 154」における勤務

### 「U 154」の乗組員
「U 154」の乗組員は4名の士官（艦長、先任および次席哨戒士官および機関長）と下士官兵44名、合わせて48名から構成されていた。
先任哨戒士官のウルリヒ・アーベル (de:Ulrich Abel) 中尉は1912年3月3日生まれで、アビトゥーアを済ませた後、1929年から1932年まで船上で勤務していた。1938年には法学博士号を取得している。
次席哨戒士官はハインリヒ・マイヤー（Heinrich Meyer）中尉、機関長はクルト・ドゥルッシェル（Kurt Druschel）であり、彼は海軍に入隊する前は「高位のヒトラー・ユーゲント指導者」であった。

### 「U 154」艦長としての初めての哨戒
1943年3月20日、「U 154」は新たな艦長、クッシュとともに全体として5回目の哨戒に出るべく、ロリアンを後にした。出発の少し前、クッシュは機関員に
と言葉をかけ、士官室に飾ってあった総統の写真を片づけるよう命じた。クッシュと部下の士官の間には政治的な対立があることが、早期に明らかになる。なぜならナチス政権に反対するクッシュと、ナチズムの確信的な信奉者であったアーベルおよびドゥルッシェルは、しばしば兵の面前で討論に及んでいたからである。
クッシュの2回目の哨戒で船医として乗務したノートドゥルフト（Nothdurft）は後に、アーベルとドゥルッシェルを「勝利を信じ、常に総統の従者であることを誇りにしていた典型的な士官」であったと回想している。証言によれば、このような会話は克服しがたいイデオロギー的な対立があったにも関わらず、常に戦友としての絆を感じさせる調子で交わされていたという。
クッシュは反ナチス的な考え方を隠そうとしなかった。それどころか、その姿勢は乗組員すべてが知っていたのである。Uボートの艦内は狭く、クッシュの考え方はすぐに知れ渡った。士官候補生のキルヒアマー（Kirchammer）は、後に軍法会議で
と証言した。また、クッシュは乗組員の間に次のような冗談を広めている。
士官たちの関係が決裂したのは1943年7月3日、「U 126 (U 126) 」が航空機の攻撃により、「U 154」のすぐ近くで撃沈された時であった。午前2時44分、敵機が飛来して爆雷を投下した時は、どちらの艦もロリアンへの帰途にあった。「U 126」と「U 154」は攻撃を回避するため、すぐ潜航する。潜航後は「U 126」と
通信することが不可能だったので、クッシュは「U 126」が事前の取り決め通り、潜水したまま航行を続けて射程外に出たものと推測した。しかし少し後、「U 154」の発令所は水圧による「U 126」の爆縮と思われる破断音を確認した。クッシュは潜航の継続を決意し、午前7時7分に攻撃地点から4海里の場所に浮上して生存者を捜索する。しかし午前8時33分、
再び攻撃を受けかねないことから捜索を打ち切った。
後に攻撃を受けている時と、それに続く行動はUボート艦隊司令官 (de:Befehlshaber der Unterseeboote) によって正当と評価されたものの、キルヒアマーの証言に拠ればアーベルは潜航の少し後、艦長が積極的な救難活動を行わなかったことを強く非難した。なぜなら、「U 126」にはアーベルの親しい友人が勤務していたからである。しかしクッシュは、自艦を危険に晒さないため浮上を却下した。
加えてアーベルは哨戒後、クッシュから艦長職には不向きであると評価された。この点を通信下士官のヤンカー（Janker）は「アーベルが復讐や報復を願うようになった、そもそもの理由」と受け止めている。

### 「U 154」艦長としての2回目の哨戒
クッシュを艦長とする2回目の哨戒は、彼が1943年10月2日に「U 154」をロリアン軍港から出航させてから始まった。クッシュを一方、ドゥルッシェルとアーベルを他方とする政治的な会話が、2回目の出撃の間に激しさを募らせたことは通信下士官のクルト・イーゼンゼー（Kurt Isensee）が証言している。
イーゼンゼーは、2、3人の胡麻すりを除けば全ての乗組員が艦長に味方していたと断言している。そのため、クッシュの発言は防衛力破壊 (Wehrkraftzersetzung) には当たらないと考える。熱帯の気候条件下における前線配備の艦で、科学的な測定を行うため陸軍から派遣されたノートドゥルフト軍医大尉 (de:Stabsarzt) も、同じ艦に勤務していた。ノートドゥルフトは1946年6月12日、ハイデルベルクの対敵諜報部隊(CIC) (Counterintelligence Corps (United States Army)) に「U 154」の士官との共同生活を描写した宣誓供述書 (Affidavit) を提出した。
しかし、この文書中で彼はクッシュの姿勢をイーゼンゼーと異なり、否定的に記述している。
2回目の哨戒の間に、士官はクッシュを通報しようと計画したが、ノートドゥルフトの記述によれば、ひとまずは実行に移されなかった。さらにアーベルとドゥルッシェルは彼を味方に付けようとし、クッシュが臆病者、敗北主義者およびヒトラーの敵であることを納得させようと努力したという。アーベルとドゥルッシェルは計画を真剣に考えていた。両名はノートドゥルフトにこう言っている。
敵国のラジオ放送を視聴するという、クッシュの習慣は後になり、彼に対するさらなる批判を呼び起こした。ノートドゥルフトによれば、クッシュは「通信下士官に命じ、毎日敵国の放送を聞く準備をさせた」という。また、しばしば表明していたヒトラーの拒絶も後に訴因となる。ノートドゥルフトは、クッシュがヒトラーを
「狂人、犯罪者、ドイツ国民に降りかかり得た最大の不幸にして気の触れた怒りん坊」と呼んだという。また敵国へ渡り、艦を敵に引き渡すというクッシュの計画の手がかりを見たとも証言している。さらにクッシュの政治的な訓示は、
しかしこのような観点は、アーベルからの通報には盛り込まれていない。

## 通報と判決
士官のドゥルッシェルとフンケ（Funke、2回目の哨戒でマイヤーに代わり次席哨戒士官を務めた）は、クッシュを通報しないよう求めるノートドゥルフトの言葉に応じていた。しかし1944年1月12日、アーベルはノートドゥルフトが阻もうと試みたにも拘らず、第3潜水艦教導師団への報告の中でクッシュ艦長を告発した。
申し立てによれば、デーニッツ元帥の1943年9月9日の『批判癖と粗探しに反対する訓示』を執筆したカルス (Ernst Kals) 中佐の確認を受けた後、アーベルは通報を実行に移している。1944年1月24日の聴取で、彼はその通報を憎しみから書いたという嫌疑を否認した。
西部Uボート部隊指揮官 (Führer der U-Boote) のハンス＝ルドルフ・レーズィンク大佐は1944年1月16日、「防衛力破壊、国家侮辱、残酷なプロパガンダ (de:Gräuelpropaganda) の流布」の容疑でクッシュの捜査を開始した。クッシュは1月20日、ロリアンで逮捕されアンジェの国防軍戦時刑務所へ移送される。公判は1944年1月26日、キールの潜水艦訓練部隊最高司令部にある法廷で始まった。
選任されたクッシュの弁護士が、関連書類を閲覧する機会を与えられたのはその前夜のみである。
起訴状によれば、クッシュは戦時特別刑法 (de:KSSVO) 第5条第1項1および2、並びに非常時の電波政策に関する法令 (de:Verordnung über außerordentliche Rundfunkmaßnahmen) 第1条に違反した罪で告訴されている。同日の夕方、彼は「防衛力の継続的な破壊および外国放送の視聴」により、「懲役1年および死刑」を宣告され、同時に公権を剥奪された。これに対し、後からアーベルによって加えられた「敵を前にした怯懦」という批難は鑑定人の一人から、根拠を欠くとして退けられている。
1944年5月12日、オスカー・クッシュはデーニッツ元帥を含む上官が恩赦を却下した後、キールで銃殺刑に処された。一方、告発者のアーベル中尉はその3週間前に戦没している。1944年4月1日に「U 193 (U 193) 」の艦長に任じられた後、アーベルは艦や乗組員の全員とともに4月23日、ビスケー湾で撃沈されたのである。クッシュの処刑は公表されなかったものの、数週間後にはどこの士官食堂でも広く知れ渡っていた。クッシュのかつての部下はその間、彼の運命について何も知らされていない。1944年7月2日、「U 154」もアゾレス諸島の近海で撃沈された。

## 没後
戦後、クッシュの父は息子の名誉回復に尽力した。1949年にはクッシュに判決を下した軍事裁判 (de:Militärgerichtsbarkeit (Nationalsozialismus)) において裁判長を務めたカール＝ハインリヒ・ハーゲマン（Karl-Heinrich Hagemann ）が公判にかけられたが、その判決は適法であったとされ1950年の暮れに釈放されている。1990年代、州議会議員のクリステル・アシュモナイト＝リュッケ (de:Christel Aschmoneit-Lücke) がシュレースヴィヒ＝ホルシュタイン州の法務省に本件を問い合わせ、公開した。本件の関連文書を調査したヴァレ（Walle）の作業に基づき、クッシュの名誉は1996年に回復されている。
1998年には処刑された場所の傍を走る道が、「オスカー＝クッシュ通り」（Oskar-Kusch-Straße）と改名された。

## 文献
- Heinrich Walle: Die Tragödie des Oberleutnants zur See Oskar Kusch. Hrsg. im Auftr. der Ranke-Gesellschaft, Vereinigung für Geschichte im Öffentlichen Leben e.V. und dem Deutschen Marine-Institut、代表 ミヒャエル・ザレウスキー (de:Michael Salewski) およびクリスティアン・ギーアマン。Stuttgart 1995.  ISBN 3-515-06841-4. [Historische Mitteilungen / Beiheft] Historische Mitteilungen, Beiheft ; 13.
- Stefan Krücken: Ein Mann taucht auf. Gentlemen's Quarterly (de:Gentlemen’s Quarterly) 2009年6月号、 P. 146–151所収。